# Polar Electro
Polar Electro Ltd. (globalmente conocido como Polar) es un fabricante finlandés de equipos deportivos, particularmente conocido por haber desarrollado el primer monitor de ritmo cardíaco inalámbrico del mundo.
La compañía fue fundada en 1977 en Kempele, Finlandia. En la actualidad tiene 26 filiales con 12,000 empleados totales que suministran a más de 35,000 minoristas en más de 80 países; la compañía Polar como tal tiene aproximadamente 1,200 empleados en todo el mundo. Polar fabrica dispositivos monitores de ritmo cardíaco y accesorios para entrenamiento físico así como también para medir la variabilidad del ritmo cardíaco.

## Historia
En 1975,  no había una forma precisa de grabar los ritmos cardíacos durante el entrenamiento, y la idea de un monitor de ritmo cardíaco inalámbrico portátil fue ideada en una pista de esquí de fondo en Finlandia.
Polar fue fundada en 1977, y registró su primera patente para medir el ritmo cardíaco de forma inalámbrica tres años más tarde. Su fundador Seppo Säynäjäkangas (1942–2018) fue el inventor del primer monitor de ritmo cardíaco (EKG) inalámbrico. En 1982, Polar lanzó el primer monitor de ritmo cardíaco inalámbrico del mundo, el Sport Tester PE 2000.